# Francisco Guerau

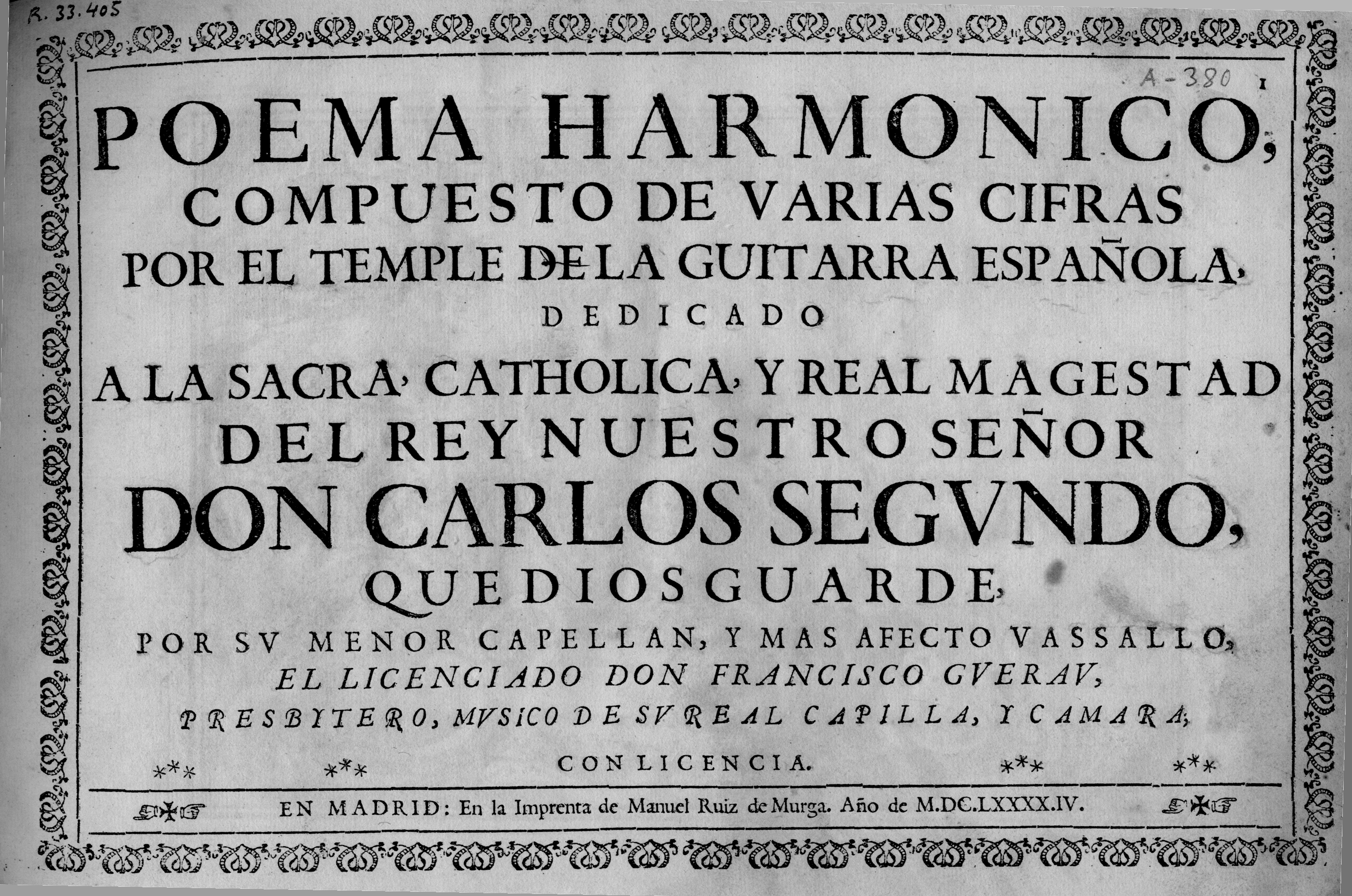
Titelblatt der Poema harmónico compuesto de varias cifras por el temple de la guitarra española von Francisco Guerau (Ausgabe von 1694 in der Bibliothek der Universität Oviedo)

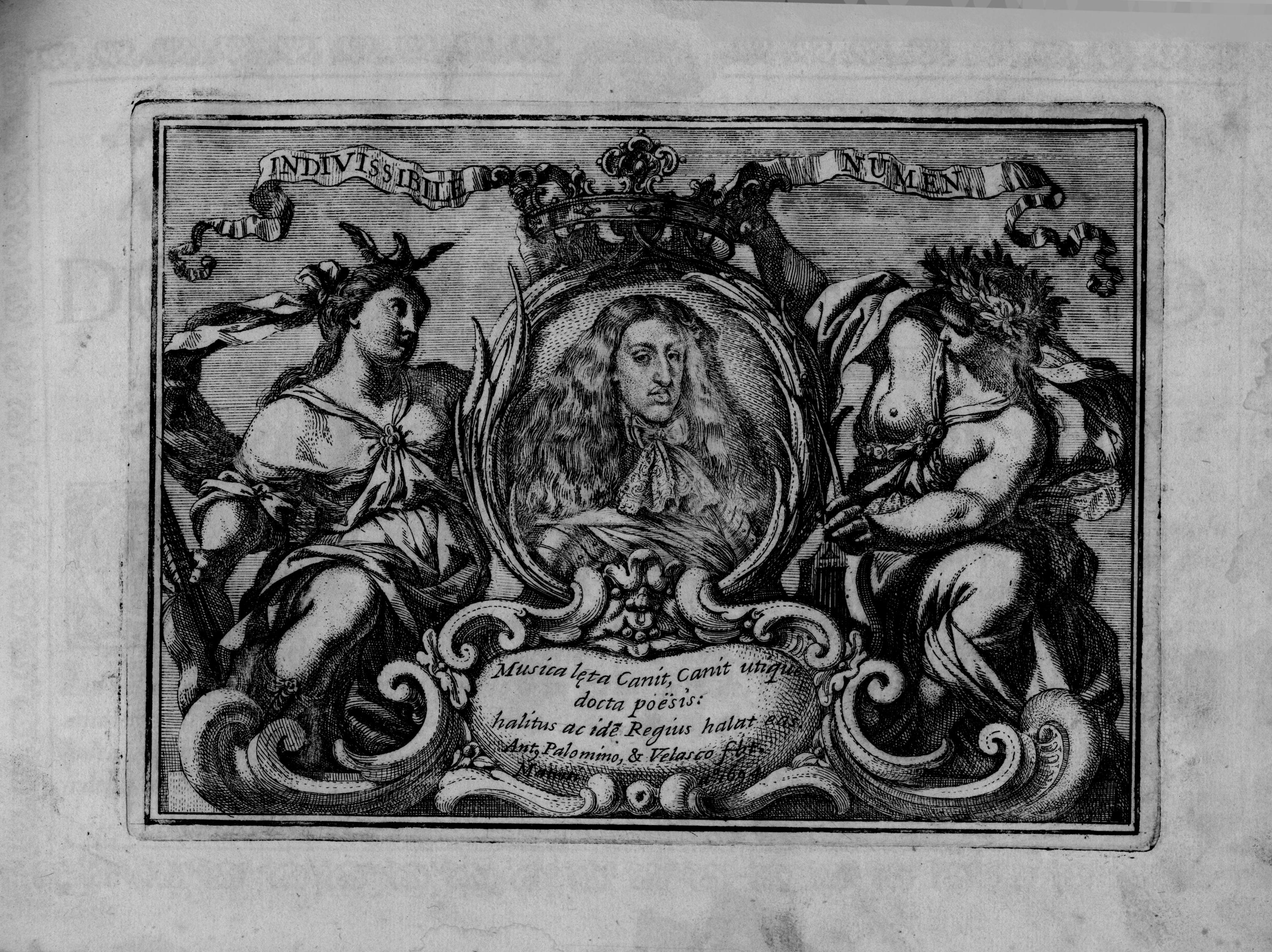
Illustration in der Ausgabe von 1694 der Poema harmónico compuesto de varias cifras por el temple de la guitarra española von Francisco Guerau

Francisco Guerau (* 25. August 1649 in Palma de Mallorca; † 25. Oktober 1722 in Madrid), auch Francesc Guerau genannt, war ein spanischer Gitarrist, Sänger, Komponist und Priester der Barockzeit.

## Leben und Wirken
Francisco Guerau wurde in Palma de Mallorca als Sohn von Pedro Luis Garáu und Hierónima Femenia geboren. Er hatte drei Schwestern und einen Bruder, Gabriel Guerau (1653–1720), der ebenfalls Musiker war und wie er am königlichen Hof in Madrid arbeitete. 1659 trat Guerau als Chorknabe in das Real Colegio de Niños Cantores de la Capilla Real (deutsch: königliches Kolleg der jungen Sänger der königlichen Kapelle) in Madrid ein und erhielt hier seine musikalische Ausbildung. 1669 wurde er als Altist und Komponist Mitglied der königlichen Kapelle und erhielt 1693 eine Stelle als Kammermusiker von König Karl II. 1694 veröffentlichte er in Madrid sein berühmtes Buch Poema harmónico compuesto de varias cifras por el temple de la guitarra española, ein umfangreiches Werk mit Kompositionen für die Barockgitarre. Im selben Jahr, in dem sein Buch erschien, wurde er als Maestro del Real Colegio de Niños Cantores, Chorleiter und Lehrer des königlichen Kollegs. Dieses Amt hatte er bis zum Jahr 1701 inne. Sein Nachfolger wurde Sebastián Durón. Unter der Regentschaft von Philipp V. wurde Francisco Guerau zum Kaplan der königlichen Kapelle ernannt.

## Bedeutung
Francisco Guerau gehört zusammen mit Gaspar Sanz und Santiago de Murcia zu den bedeutendsten Komponisten und Gitarristen der Barockzeit in Spanien. Für Joan Parets i Serra ist sein Buch Poema harmónico „in seiner Bedeutung für die spanische Gitarrenmusik der damaligen Zeit mit den Werken von Gaspar Sanz und Lucas Ruiz de Ribayaz vergleichbar, und Gueraus Musik wurde von seinen Zeitgenossen hoch geschätzt. Santiago de Murcia zum Beispiel lobte seine Passacalles in seinem Buch Resumen de acompañar la parte con la guitarra (Madrid, 1714). Der Charme der Musik wird durch die Schönheit der Originalausgabe von 1694 noch verstärkt.“ Für musicaantigua.com ist „Gueraus Musik .. von großer Qualität und enormer technischer Schwierigkeit, wie es sich für das äußerst kultivierte Repertoire eines Instruments gehört, das bereits erhebliche technische Fortschritte gemacht hatte.“

## Werk
Das 1694 in Madrid bei Manuel Ruiz de Murga erschienene Hauptwerk
- Poema Harmonico compuesto de varias cifras por el temple de la Guitarra española, Madrid: Manuel Ruiz de Murga: Noten und Audiodateien im International Music Score Library Project

enthält „27 Kompositionen und eine Einführung in die Prinzipien der Tabulaturnotation und der Ornamentik. Bei den Stücken handelt es sich um Variationsreihen verschiedener Art. Die meisten sind Passacalles, aber es gibt auch andere typisch spanische Tänze (Jácaras, Marizápalos, Españoletas, Folías usw.). Gueraus Stil zeichnet sich durch seine Nüchternheit und durch die Verwendung der Punteado-Technik .. anstelle der häufigeren Rasgueado-Technik .. aus.“
Folgende Kompositionen sind in dem Werk enthalten:
- Diez y siete diferencias de Passacalles de Compassillo por primer tono (Blatt 1)
- Otras diez y siete de Proporción por el mismo tono (Blatt 2)
- Diez y seis diferencias de Passacalles por segundo tono de Compassillo (Blatt 3)
- Otras diez y seis de Proporción por el mismo tono (Blatt 5)
- Treze diferencias de Passacalles por segundillo, de Compassillo (Blatt 6)
- Otras treze de Proporción por el mismo tono (Blatt 7)
- Diez y nueve diferencias de Passacalles por tercer tono, de Compassillo (Blatt 8)
- Diez y seis de Proporción por el mismo tono (Blatt 10)
- Catorze diferencias de Passacalles por quarto tono, de Compassillo (Blatt 11)
- Diez y seis de Proporción por el mismo tono (Blatt 12)
- Quinze diferencias de Passacalles por quinto tono, de Compassillo (Blatt 13)
- Doze de Proporción por el mismo tono (Blatt 15)
- Catorze diferencias de Passacalles por sexto tono, de Compassillo (Blatt 15)
- Otros catorze de Proporción por el mismo tono (Blatt 16)
- Diez y nueve diferencias de Passacalles por séptimo tono, de Compassillo (Blatt 17)
- Diez y ocho de Proporción por el mismo tono (Blatt 19)
- Catorze diferencias de Passacalles por octavo tono, de Compassillo (Blatt 20)
- Quinze de Proporción por el mismo tono (Blatt 21)
- Catorze diferencias de Passacalles por octavo alto, de Compassillo (Blatt 22)
- Otras catorze de Proporción por el mismo tono (Blatt 24)
- Catorze Passacalles por Patilla, de octavo punto alto, de Compassillo (Blatt 25)
- Otros catorze de Proporción por el mismo tono (Blatt 26)
- Doze Passacalles por primer tono, punto baxo, de Compassillo (Blatt 27)
- Treze de Proporción por el mismo tono (Blatt 28)
- Treze Passacalles por octavo alto, punto alto, de Compassillo (Blatt 29)
- Otros treze de Proporción por el mismo tono (Blatt 30)
- Catorze Passacalles por séptimo tono, punto alto, de Compassillo (Blatt 31)
- Treze de Proporción por el mismo tono (Blatt 32)
- Doze Passacalles por segundo tono, punto baxo, de Compassillo (Blatt 33)
- Otros doze de Proporción, por el mismo tono (Blatt 34)
- Treinta y nueve diferencias de Xacara (Blatt 35)
- Veinte y nueve diferencias de Xacara de la Costa (Blatt 37)
- Doze diferencias de Mari-Zápalos (Blatt 39)
- Ocho diferencias de Españoleta (Blatt 42)
- Doze diferencias de Pavana (Blatt 45)
- Treze diferencias de Gallarda (Blatt 49)
- Doze diferencias de Folias (Blatt 51)
- Diez y ocho diferencias de Mariona (Blatt 53)
- Treze diferencias de Canario (Blatt 54)
- Treze diferencias de Villano (Blatt 55)

Weitere erhaltende Kompositionen von Francisco Guernau sind:
- Que lleva el Sr. Sgueva zu drei Stimmen
- Tonos humanos
- O nunca, tirano amor
- Alerta que de los montes (aus der gemeinsam mit Juan Hidalgo (Musik) und Juan Vélez de Guevara (Text) komponierten Zarzuela Los celos hacen estrellas)

## Bibliografie
- Antoni Pizà: Francesc Guerau i el seu temps, Palma de Mallorca: Govern de les Illes Balears, Conselleria d'Educació i Cultura, Direcció General de Cultura, Institut d'Estudis Baleàrics, 2000, ISBN 84-89868-50-6.
- R. Strizich: Ornamentation in Spanish Baroque Guitar Music, in: JLSA, 5/1972, S. 18–39
- B. Jeffery: Introduction to Francisco Guerau: Poema Harmonico (Madrid, 1694), London, 1977
- G. Arriaga: Francisco y Gabriel Garau, músicos mallorquines, in: RdMc, 7/1984, S. 253–299
- T. Schmitt: Francisco Guerau y el “estilo español”, in: Cuadernos de arte, 26/1995, S. 113–119
- J.L. Barrio Moya: Algunas noticias sobre el mallorquín D. Francisco Garau, músico cantor en la capilla real de Madrid durante los reinados de Carlos II y Felipe V, in: Bolletí de la Societat arqueològica Lulmliana, 52/1996, S. 303–314

## Diskografie
- Francisco Guerau, Poema harmónico, Hopkinson Smith, Naïve Records (2002)
- Francisco Guerau, Poema harmónico (Complete Works), Xavier Diaz-Latorre, Passacaille (2013)
- Entre el cielo y el infierno, œuvres de Francisco Guerau et José Marín, Laberontos Ingeniosos, Lambert Climent, Pedro Estevan, Xavier Diaz-Latorre, Zig-Zag Territoires (2009)